# Elektronika
Elektronika, hay còn gọi là Electronika và Electronica (tiếng Nga: Электроника) là nhãn hiệu sử dụng cho rất nhiều sản phẩm điện tử như máy tính bỏ túi, đồng hồ điện tử đeo tay, máy chơi game bỏ túi và ra-đi-ô tại Liên bang Xô viết và bây giờ là tại Nga. Rất nhiều thiết kế của Elektronika là kết quả của việc áp dụng kỹ thuật phân tích ngược được tiến hành bởi các kỹ sư Xô viết, những người đang làm trong ngành công nghiệp quân sự nặng nhưng muốn sản xuất những sản phẩm tốt có giá thành rẻ, vốn đang thiếu thốn tại Liên Xô.

## Máy tính bỏ túi

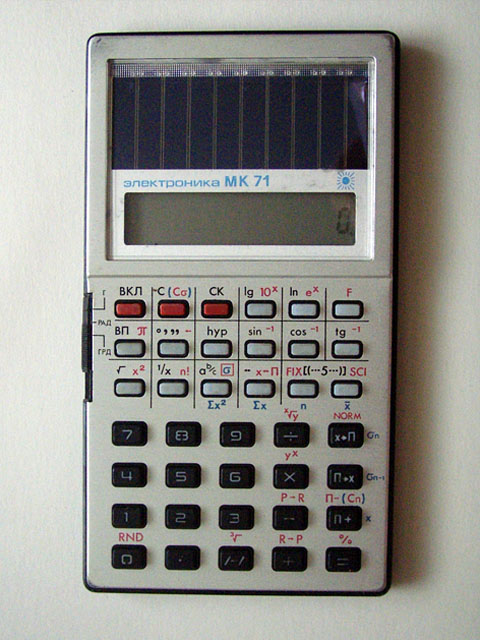
Electronika MK-71

Một trong những sản phẩm được biết đến nhiều nhất là các máy tính bỏ túi, bắt đầu sản xuất từ những năm 1968. Các máy tính Elektronika có rất nhiều kích cỡ và chức năng, từ lớn đến bé, các máy tính bốn chức năng cho đến các máy nhỏ hơn dùng trong các trường học, sử dụng nguồn điện chuẩn 42V (như MK-SCH-2). Trong thời điểm đó, máy toán Elektronika hỗ trợ nhiều chức năng tính toán nâng cao hơn, với một số model có chức năng và khả năng lập trình đồ hoạ tương đương với các máy tính Mỹ ngày nay.
Thiết kế được dựa trên các mẫu máy tính Nhật Bản hoặc Mỹ, và thường các lỗi tìm thấy ở phiên bản gốc cũng xuất hiện ở phiên bản của Elektronika. Thỉnh thoảng, các lỗi bị xuất hiện trong khâu thiết kế, dẫn đến có vấn đề trong một vài phép tính nhất định. Các máy Elektronika vì thế mà có thiết kế đặc biệt, có màn hình dễ đọc, và đã phổ biến tại Liên Xô. Ngày nay, các máy này có thể được tìm thấy trên các trang web đấu giá của Ukraina đang muốn xuất khẩu ra thế giới bán làm đồ lưu niệm.
Thương hiệu Elektronika hiện do Novosibirsk RPN máy tính có thể lập trình Elektronika MK-152 (ru: Электроника МК-152) và Elektronika MK-161 (ru: Электроника МК-161) sử dụng.

## Máy vi tính

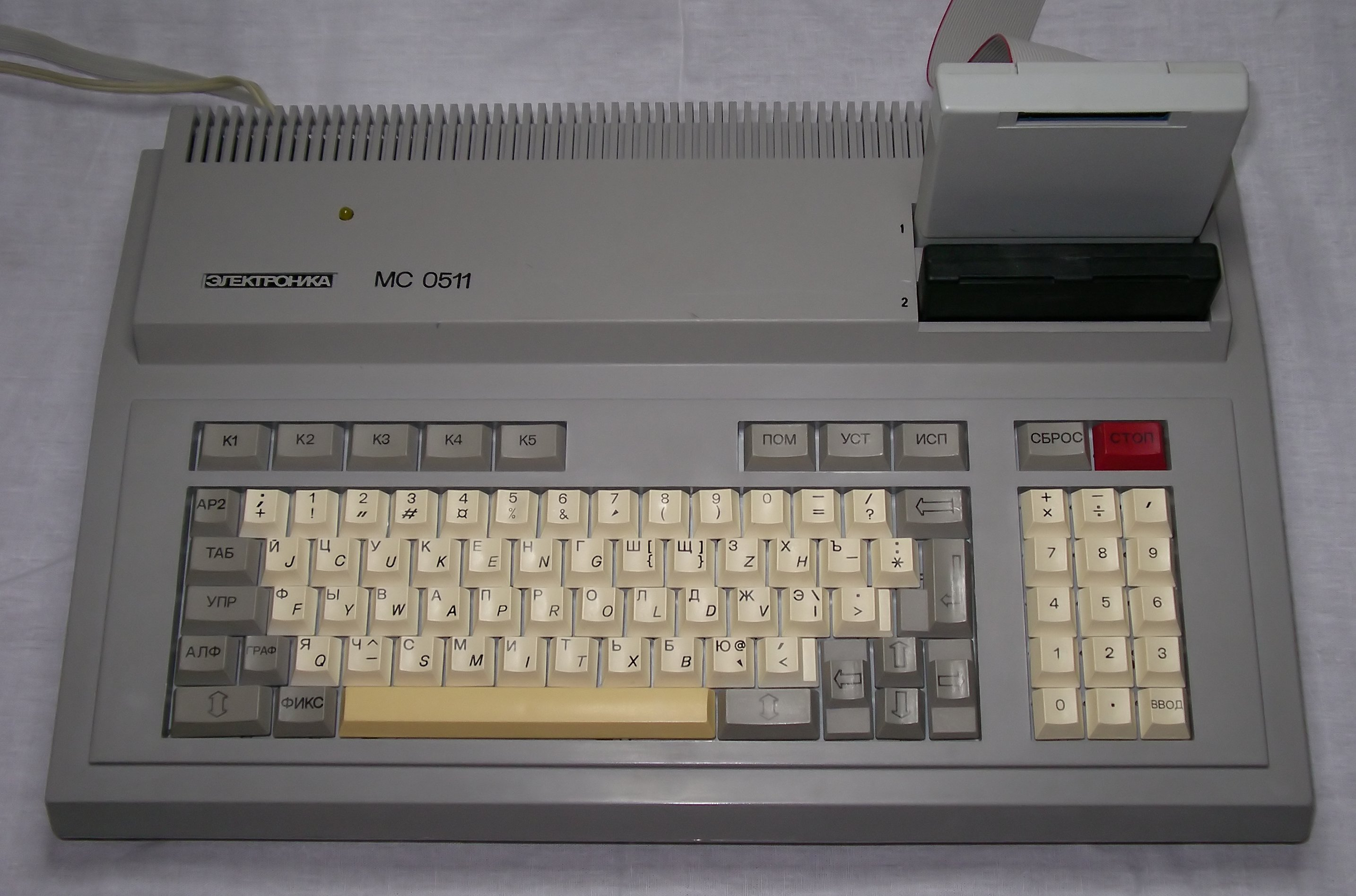
Máy tính cá nhân UKNC MS 0511

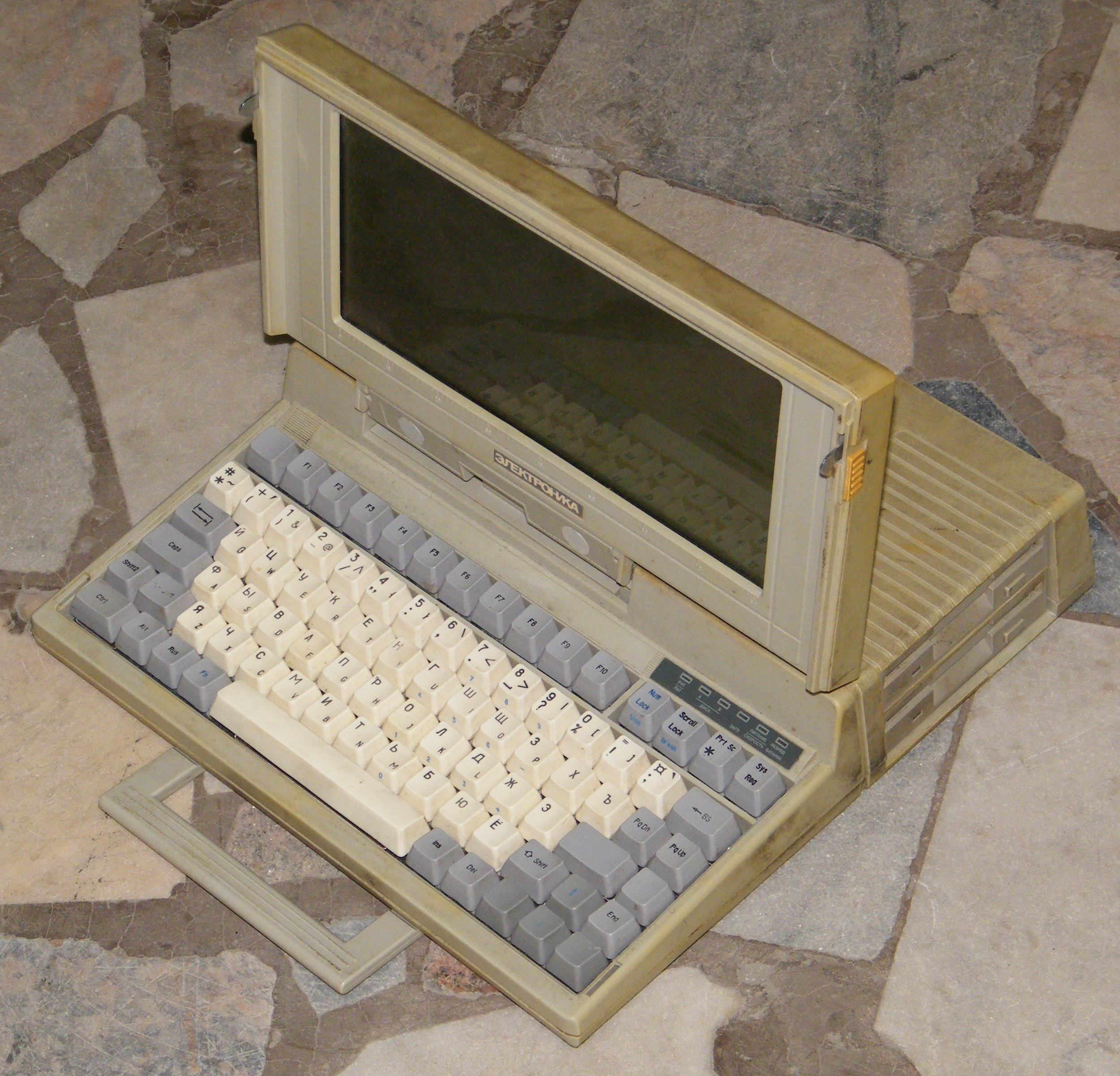
Máy tính xách tay Elektronika MS 1504

Các máy tính Elektronika sau đây sử dụng Intel của Liên Xô - tương thích với CPU:
- MS 1502,  MS 1504 - bản sao củaXT
- KR-series (01/02/03/04) - sản xuất hàng loạt homebrew 8-bit RK-86 phổ biến của Nga (ru: Радио 86РК)

Các máy tính Elektronika sau đây sử dụng CPU của Liên Xô, tương thích với PDP-11:
- Electronika 60
- UKNC
- DVK - bản sao của SM EVM, bị lược bớt để sản xuất hàng loạt nhằm đáp ứng nhu cầu nghiên cứu và phát triển khoa học nói chung
- BK-0010 và BK-0011M - phiên bản lược bớt và chi phí thấp của DVK, nhắm mục tiêu đến thanh thiếu niên và người dùng gia đình

## Đồ chơi điện tử
Các máy Elektronika sản xuất giống máy Game & Watch của Nintendo, bắt đầu với IM (ИМ –  Игра Микропроцессорная, viết tắt tiếng Nga cho "trò chơi vi xử lý''). Các mẫu được biết đến là:
- IM-02 Nu, pogodi! (1986) - Nintendo EG-26 Egg
- IM-03 Secrets of the Ocean (1989) - Nintendo OC-22 Octopus
- IM-04 Merry Cook (1989) - Nintendo FP-24 Chef
- MG-09 Space Bridge (1989) - Nintendo FR-27 Fire
- MG-13 Explorers from Space (1989)
- IM-18 Hunt (1989)
- IM-?? Funny Arithmetics (1989)
- IM-23 Car Slalom (1991)
- IM-50 Space Flight (1992)

Các phiên bản 1992:
- I-01 Car Slalom
- I-02 Merry Cook
- I-03 Space Bridge
- I-04 Cat the Fish-catcher
- I-05 Naval Combat
- I-06 Nu, pogodi!
- I-07 Frog the Croaker
- I-08 Hunt
- I-09 Explorers from Space
- I-10 Biathlon
- I-11 Circus
- I-12 Hockey
- I-13 Football
- I-14 Robbery
- I-15 Treasures of the Ocean

Dòng máy gốc:
- IM-29 Chess Partner

IM-11 Lunokhod là một bản sao đồ chơi xe tăng Bigtrak, một loại đồ chơi chạy pin có khả năng lập trình của Công ty Milton Bradley.

## Máy thâu băng (âm thanh)

### Đầu băng cối
- 100S (1970, âm thanh nổi di động)
- ТА1-003 Stereo (1980)
- 004 Stereo
- MPK 007 S (1987)

### Máy cassette
- 203-S (1980, âm thanh nổi di động)
- 204-S (1984, âm thanh có đế)
- MH-205 stereo (1985, đầu phát âm thanh nổi trên xe hơi)
- 206-stereo
- 211-S (1983, âm thanh nổi di động)
- 301 (1972, di động)
- 302, 302-1, 302-2 (1974 đến 1990s, di động)
- 305 (1984, di động)
- 306 (1986, âm thanh nổi di động)
- 311-S (1977, âm thanh nổi di động)
- 321/322 (1978, di động)
- 323/324 (1981, di động)
- M-327 (1987, di động)
- M-334S (1990, âm thanh nổi di động, hệ thống có máy ghi có thể tháo rời M-332S)
- М-402S (1990, âm thanh nổi bỏ túi)
- Elektronika-mini (199?, âm thanh nổi bỏ túi)